# 太窝乡
太窝乡，是中华人民共和国江西省赣州市南康区下辖的一个乡镇级行政单位。

## 行政区划
太窝乡下辖以下地区：
元岭村、石龙村、傲塘村、太窝村、龙潭村、范塘村、高山村、洋田村和中边村。